# Pregação de São João Batista (Diogo de Contreiras)
A Pregação de São João Baptista é uma pintura a óleo sobre madeira de carvalho de 1554 do artista português Diogo de Contreiras, obra que decorou inicialmente o Convento de S. Bento de Cástris, em Évora, e que está actualmente no MNAA, em Lisboa.
A pintura representa São João Baptista a pregar no campo para um grupo de pessoas havendo pelo menos três outros grupos de pessoas dispostas noutros planos da pintura.
Trata-se de uma pintura criada para um retábulo do convento das freiras cistercienses de Évora. Segundo Vítor Serrão, estamos perante uma das primeiras obras do maneirismo na arte portuguesa.

## Descrição
São João Baptista ocupa o centro da pintura. Enquadrado por um enorme rochedo que dá ideia de uma cova (dolmen?) prega a um grupo de seguidores sentados, tendo à esquerda as mulheres com crianças e à direita os homens. Enquanto algumas mulheres escutam o sermão, outras entretêm-se com os filhos e os homens mantêm também atitudes variadas, vendo-se ao fundo grupos de pessoas.
São João Baptista emerge da elipse formada pelo grupo que o escuta a seus pés, elevando-se o seu corpo do vértice formado pelas pernas do homem e da mulher em primeiro plano. Apoia no joelho tapado pela túnica um livro sobre o qual repousa um braço e o cordeiro com auréola que simboliza Cristo. As figuras foram tratadas volumetricamente formando as pregas das vestes formas elípticas e circulares, revelando a importância dada pelo autor ao desenho.
São João Baptista com os respectivos atributos, o cordeiro e o livro, prega a um conjunto de populares sentados no chão. Em fundo, do lado esquerdo, pode-se observar uma multidão junto ao rio Jordão e, do lado oposto, um conjunto de sacerdotes judaicos. A linha ondulante do desenho e a paleta de cores denotam já a influência do maneirismo italiano afastando-se a obra dos esquemas renascentistas.

## História
Luís Reis Santos considerou esta pintura como pertencendo à obra de Gregório Lopes, propondo uma datação entre 1530 e 1540, mas recentemente a obra foi atribuida a Diogo Contreiras, pintor com actividade documentada entre 1521 e 1560.
Entre 1552 e 1554, Diogo Contreiras realiza para o Convento de S. Bento de Cástris, em Évora, o grande quadro Pregação de São João Baptista, tendo recebido pela obra 30 mil reais, ao longo de três anos, em trigo e dinheiro.

### Ligação externa
- Página oficial do Museu Nacional de Arte Antiga